# Jordanova normální forma
Jordanova normální forma (často též Jordanův kanonický tvar) je v lineární algebře zvláštní tvar čtvercové matice užitečný mimo jiné při výpočtu maticových funkcí defektních matic. Matice v Jordanově tvaru je blokově diagonální a na diagonále má tzv. Jordanovy bloky (nazývané též Jordanovy buňky), což je speciální typ horní trojúhelníkové matice. 
Důležitou vlastností Jordanova tvaru je, že pro každou matici {\displaystyle A} existuje Jordanův tvar {\displaystyle J}, který jí je podobný, tedy existuje taková regulární matice {\displaystyle R}, že {\displaystyle A=R^{-1}J\,R}. Takový přepis se nazývá Jordanův rozklad matice {\displaystyle A}. Objevil ho Camille Jordan roku 1870, a po něm se proto Jordanova normální forma jmenuje. 

## Podoba Jordanova tvaru
Matice {\displaystyle J\in \mathbb {C} ^{n\times n}}v Jordanově tvaru je blokově diagonální taková, že:
{\displaystyle J={\begin{pmatrix}J_{k_{1}}(\lambda _{1})\ &\;&\;\\\;&\ddots &\;\\\;&\;&J_{k_{n}}(\lambda _{n})\end{pmatrix}},}
kde {\displaystyle J_{k}(\lambda )\in \mathbb {C} ^{k\times k}}, tzv. Jordanův blok vlastního čísla {\displaystyle \lambda } dimenze {\displaystyle k}, je horní trojúhelníková matice ve tvaru:
{\displaystyle J_{k}(\lambda )={\begin{pmatrix}\lambda &1&\;&\;\\\;&\lambda &\ddots &\;\\\;&\;&\ddots &1\\\;&\;&\;&\lambda \end{pmatrix}}.}
Matice v Jordanově tvaru má tedy na diagonále obecná komplexní čísla, těsně nad diagonálou 1 nebo 0 a všude jinde nuly.
Pozn.: Nuly v maticovém zápisu Jordanova tvaru zpravidla vynecháváme, jinak by se zápis stal nepřehledným. Automaticky můžete předpokládat, že všechna prázdná místa v maticích budou vyplněna nulami.

### Příklad 1
Následující matice je v Jordanově tvaru:
{\displaystyle J={\begin{pmatrix}5&1&&&&\\&5&&&&\\&&8&&&\\&&&8&1&\\&&&&8&1\\&&&&&8\end{pmatrix}}.}
Skládá ze tří Jordanových bloků {\displaystyle J_{2}(5),\,J_{1}(8),\,J_{3}(8)} velikosti 2×2, 1×1 a 3×3 odpovídajících (ne nutně různým) vlastním číslům 5, 8 a 8.

### Příklad 2
Jakákoliv n×n diagonální matice {\displaystyle D=\mathrm {diag} (\lambda _{1},\,...,\,\lambda _{n})} je v Jordanově tvaru: má n bloků {\displaystyle J_{1}(\lambda _{i})} o rozměru 1×1.

## Souvislost s vlastními čísly
Jordanova forma má úzký vztah k algebraické a geometrické násobnosti vlastních čísel. Připomeňme si stručně tyto pojmy:
- Vlastní číslo matice je takové {\displaystyle \lambda }, které pro nějaký nenulový vektor {\displaystyle v} splňuje {\displaystyle Av=\lambda v}. Tato podmínka se dá snadno přepsat jako {\displaystyle (A-\lambda I)\,v=0}.
- Máme-li matici {\displaystyle A} a její vlastní číslo {\displaystyle \lambda }, hodnota {\displaystyle \dim \mathrm {Ker} \,(A-\lambda I)} se nazývá geometrickou násobností vlastního čísla {\displaystyle \lambda }.
- Polynom {\displaystyle p_{A}(\lambda )=\det(A-\lambda I)}se nazývá charakteristický polynom matice {\displaystyle A} a jeho kořeny jsou vlastními čísly {\displaystyle A}. Termínem algebraická násobnost se označuje násobnost {\displaystyle \lambda } jako kořene tohoto polynomu.

Z těchto definic je zřejmé, že Jordanův blok {\displaystyle J_{k}(\lambda )} má vlastní číslo {\displaystyle \lambda } s algebraickou násobností {\displaystyle k} a geometrickou násobností 1. Lze ukázat, že se násobnosti bloků v Jordanově tvaru sčítají, matice s vlastním číslem {\displaystyle \lambda } s algebraickou násobností {\displaystyle a} a geometrickou násobností {\displaystyle g} bude tedy mít pro toto vlastní číslo {\displaystyle g} Jordanových bloků, jejichž součet dimenzí bude {\displaystyle a}.
Vlastní číslo s algebraickou násobností 1 se nazývá jednoduché. Vlastní číslo, které není jednoduché, se nazývá násobné.
Jordanův kanonický tvar je jednoznačný, až na uspořádání jednotlivých Jordanových bloků na diagonále. Matice {\displaystyle A}, jejíž Jordanův kanonický tvar {\displaystyle J}
- obsahuje pouze Jordanovy bloky dimenze 1, se nazývá diagonalizovatelná nebo také jednoduchá (ekvivalentně, všechna vlastní čísla mají stejnou geometrickou i algebraickou násobnost).
- Matice, která není diagonalizovatelná, ze nazývá defektní (ekvivalentně, obsahuje alespoň jeden Jordanův blok dimenze větší než jedna).
- Matice, která má alespoň jedno vlastní číslo s geometrickou násobností větší než jedna, se v angličtině nazývá „derogatory“ (ekvivalentně, existují alespoň dva Jordanovy bloky odpovídající stejnému vlastnímu číslu).
- A naopak, matice se v angličtině nazývá „nonderogatory“ pokud všechna její vlastní čísla mají geometrickou násobnost rovnou jedné (ekvivalentně, v Jordanově kanonickém tvaru dvěma různým indexům {\displaystyle r\neq q} odpovídají různá vlastní čísla {\displaystyle \lambda _{r}\neq \lambda _{q}}).

## Vlastnosti
Každá matice {\displaystyle A\in \mathbb {C} ^{n\times n}} je podobná matici s Jordanovou normální formou. Tj. existuje matice přechodu mezi bázemi P tak, že PA = JP. Jelikož Jordanova matice je trojúhelníková, její vlastní čísla jsou na diagonále, a jelikož A a J jsou podobné, jejich vlastní čísla jsou stejná.

## Příklad Jordanova rozkladu a funkce matice
Demonstrujme si Jordanův rozklad na jednoduchém příkladu. Máme rozložit matici
{\displaystyle \quad A={\begin{pmatrix}{\frac {\pi }{6}}+2&4\\-1&{\frac {\pi }{6}}-2\end{pmatrix}}.}
Nejprve určíme vlastní čísla této matice, například pomocí determinantu
{\displaystyle \det(A-\lambda I)={\begin{vmatrix}{\frac {\pi }{6}}+2-\lambda &4\\-1&{\frac {\pi }{6}}-2-\lambda \end{vmatrix}}=0.}
Dostáváme
{\displaystyle \det(A-\lambda I)=\lambda ^{2}-{\frac {\pi }{3}}\lambda +{\frac {\pi ^{2}}{36}}=\left(\lambda -{\frac {\pi }{6}}\right)^{2}=0.}
Nalezli jsme tedy vlastní číslo {\displaystyle \lambda _{1}={\frac {\pi }{6}}} s algebraickou násobností 2.
Vlastní vektory odpovídající tomuto vlastnímu číslu jsou všechna nenulová řešení {\displaystyle x} homogenní soustavy {\displaystyle (A-\lambda _{1}I)x=0}. Zřejmě
{\displaystyle A-\lambda _{1}I={\begin{pmatrix}2&4\\-1&-2\end{pmatrix}}}
a jedním z hledaných řešení je například vektor {\displaystyle x_{1}=(2,-1)^{T}}. Všimněme si, že matice {\displaystyle A-\lambda _{1}I} má hodnost jedna a dimenze jejího jádra (nulového prostoru) je také jedna. Žádný jiný lineárně nezávislý vlastní vektor matice {\displaystyle A} nemá. Vlastní číslo má geometrickou násobnost jedna.
Pro výpočet Jordanova rozkladu musíme sestavit matici {\displaystyle X}. Jejím prvním sloupcem bude právě vlastní vektor {\displaystyle x_{1}}, druhým sloupcem {\displaystyle x_{2}} bude tzv. zobecněný vlastní vektor, pro který v tomto případě platí
{\displaystyle Ax_{2}=x_{1}+\lambda x_{2}.}
Snadno se přesvědčíme, že {\displaystyle x_{2}=(1,0)^{T}}. Zadanou matici nyní můžeme zapsat pomocí Jordanova rozkladu
{\displaystyle {\begin{pmatrix}{\frac {\pi }{6}}+2&4\\-1&{\frac {\pi }{6}}-2\end{pmatrix}}={\begin{pmatrix}2&1\\-1&0\end{pmatrix}}{\begin{pmatrix}{\frac {\pi }{6}}&1\\0&{\frac {\pi }{6}}\end{pmatrix}}{\begin{pmatrix}2&1\\-1&0\end{pmatrix}}^{-1},}
kde prostřední matice je Jordanův kanonický tvar matice {\displaystyle A}. Obsahuje jediný Jordanův blok velikosti 2.